# Celerena palawanica
Celerena palawanica là một loài bướm đêm trong họ Geometridae.